# Art mac Lugdach
Art mac Lugdach (fl. IX-VI secolo a.C.) è stato un re supremo d'Irlanda, figlio di Lugaid Lámdearg.
Prese il potere dopo aver ucciso il suo predecessore Conaing Bececlach. Regnò per sei anni prima di essere ucciso da Fiacha Tolgrach e suo figlio Dui Ladrach.

## Fonti
- Seathrún Céitinn, Foras Feasa ar Éirinn 1.27
- Annali dei Quattro Maestri M4388-4404